# Rudgea frondosa
Rudgea frondosa är en måreväxtart som beskrevs av Spencer Le Marchant Moore. Rudgea frondosa ingår i släktet Rudgea och familjen måreväxter. Inga underarter finns listade i Catalogue of Life.